# Ночные обезьяны
Ночные обезьяны (лат. Aotidae) — семейство приматов из парвотряда широконосых обезьян (обезьян Нового Света). Включают один современный род — мирикины, или ночные обезьяны, или дурукули (лат. Aotus).  Ночные обезьяны — единственные активные по ночам обезьяны Нового Света и наряду с долгопятами единственные с таким поведением среди всех сухоносых приматов. Они распространены в Центральной и Южной Америке, живут в семейных группах и питаются преимущественно плодами. Количество видов не выяснено полностью, в настоящее время различают 11 видов.

## Внешний вид
Ночные обезьяны — относительно маленькие приматы. Они достигают размеров от 24 до 37 см, вдобавок хвост длиной от 31 до 40 см. Вес варьирует от 0,7 до 1,2 кг. В противоположность многим обезьянам Нового Света полы приблизительно одинаковой величины и не отличаются также в окраске шерсти. Шерсть ночных обезьян мягка и плотна, у обитающих в горах видов более длинная. Она окрашена на спине и на внешней стороне конечностей в оливково-коричневый либо черно-серый цвет, а на животе и на внутренней стороне конечностей — в жёлто-коричневый или оранжево-коричневый цвет. Затылок может быть окрашен в серый или красноватый цвет, это служит для различия двух видовых групп. Хвост длинный и пушистый, его кончик часто чёрный. В отличие от нескольких других обезьян Нового Света, он не может использоваться для хватания. Длинные ноги приспособлены к частично прыгающему передвижению, на четвёртом пальце ноги они имеют когтеобразно сформированный ноготь. Большой палец противопоставлен остальным только частично.
Голова круглая, уши маленькие и часто скрыты в шерсти. Носовая перегородка более узкая, чем у других обезьян Нового Света. Глазницы необычайно большие, глаза большие и коричневые. В отличие от часто активных по ночам мокроносых приматов, глаза ночных обезьян не обнаруживают тапетума. Напротив, её сетчатка снабжена палочками и колбочками. По этой причине ночная активность — не первоначальный, а вторично приобретённый признак этих животных. Так как они имеют только один вид колбочек, их цветное восприятие ограничено. Над и под глазами и иногда также под пастью находятся белые поля. Вдоль лица тянутся три тёмных полосы, одна по лбу — где он может быть расширен треугольным образом — вплоть до носа и, соответственно, по одной с внешней стороны около каждого глаза.
Зубная формула ночных обезьян выглядит как {\displaystyle I{2 \over 2}C{1 \over 1}P{3 \over 3}M{3 \over 3}}, в целом они имеют 36 зубов. Средние верхние резцы очень большие, задние жевательные зубы, напротив, очень малы. Под подбородком они имеют горловой мешок, который служит для усиления издаваемых звуков.

## Распространение
Ночные обезьяны обитают на юге Центральной Америки и в Южной Америке. Их ареал простирается от Панамы на севере через Колумбию — где царит большое, ещё полностью не изученное многообразие видов — через Бразилию и Перу до Боливии, Парагвая и северной Аргентины на юге. Однако они отсутствуют в северо-восточной и восточной части Южной Америки. Жизненным пространством этих животных являются леса, причём они могут встречаться в самых различных типах лесов. Их можно увидеть в тропических дождевых лесах так же как в сухих лесах с опадающей листвой. В горах они встречаются на высотах до 3200 м.

## Поведение

### Времена активности и передвижение
Ночные обезьяны — обитатели деревьев. У них, однако, не имеется предпочтений относительно высот на деревьях и они могут встречаться во всех высоких местоположениях. В кроне передвигаются в большинстве случаев на всех четырёх ногах, однако могут прыгать также хорошо. Большинство ночных обезьян активны ночью, лишь популяции на крайнем юге ареала ведут образ жизни без выраженного ритма дня и ночи.
Во времена отдыха ночные обезьяны удаляются в дупла или в густые заросли. Через примерно 15 минут после захода солнца они вылезают из своих спальных мест и активны до полуночи. После этого они вновь отдыхают полтора-два часа, прежде чем снова начинают заниматься поиском пищи. Перед восходом солнца они удаляются снова в места отдыха. Они зависят от лунного света, а очень тёмными ночами новолуния их активность ограничена. При ночных вылазках эти обезьяны могут удаляться на расстояние до 800 м, однако это зависит от сезона и света. В периоды засухи пути становятся короче (примерно 250 м), что связано с более сосредоточенным ассортиментом плодов. Вылазки светлыми ночами примерно вдвое длиннее, чем тёмными. В тёмные ночи обезьяны придерживаются путей, которые они пометили раньше — мочением на свои лапы или секретом железы у основания хвоста.

### Социальные отношения и общение
Ночные обезьяны живут в семейных группах величиной от двух до пяти животных. Они состоят из самца, самки и общего потомства. Традиционно учёные исходили из того, что самец и самка ведут моногамный образ жизни. Однако, по меньшей мере у одного вида, Aotus azarae, социальное поведение по-видимому более гибкое и сопровождается частой сменой партнёра. Внутри группы до агрессивного поведения доходит редко. Члены группы всегда стараются быть близко друг к другу и никогда не удаляются на более чем 10 м. Также они спят тесно прижавшись друг к другу. В отличие от других живущих в семейных группах приматов, взаимный уход за шерстью встречается редко.
Ночные обезьяны — территориальные животные, ареал семейной группы охватывает от 3 до 10 га. Ареалы обороняются от чужих групп. Если встречаются две группы, к примеру на плодоносном дереве у границы ареала, дело доходит до громких криков, ритуальных прыжков с вытянутыми ногами, преследований и борьбы. Эти конфликты продолжаются примерно 10 минут, после чего ни одна из групп не остаётся победительницей, а обе удаляются в своей ареал. Наряду с криками для защиты территории используются также предупредительные звуки, которые указывают на источники питания. Выделяющимися являются серии нескольких призывов, напоминающих звуки сов, которые издаются ночными обезьянами ночью. Эти призывы служат, вероятно, для привлечения партнёра и им эти животные обязаны также своему английскому имени owl monkeys (=совиные обезьяны).

## Питание
Ночные обезьяны питаются главным образом фруктами, дополняя их другими частями растений и мелкими животными. Они предпочитают маленькие, зрелые плоды и могут посещать также большие фруктовые деревья, так как избегают конкуренции с активными в дневное время более доминантными видами. Удельный вес фруктов в питании у животных в тропических регионах выше, чем у животных в регионах с сезонным климатом. Они поедают — в частности, во время сезона дождей, когда запас фруктов ограничен — также листья, цветки и другие части растений. Охота на мелких животных проходит преимущественно в сумерках. Ночные обезьяны искусно ловят в воздухе летающих насекомых или охотятся на ползающих по веткам. К добыче относятся, к примеру, прямокрылые, моли, жуки и пауки.

## Размножение и воспитание потомства
О размножении ночных обезьян на воле известно мало, почти все результаты исследования происходят от животных в неволе и, возможно, значительно отличаются от животных в дикой природе. В неволе рождения могут происходить круглый год. У животных, обитающих в подверженной сильным сезонным колебаниям погоды северной Аргентине имеются твёрдые брачные периоды, а рождения приходятся на начало сезона дождей между сентябрём и ноябрём. Неясно, сезонно ли размножение у всех видов или может происходить у видов в тропических регионах целый год. Самцы ночных обезьян производят крайне немного сперматозоидов, что возможно является приспособлением к моногамному образу жизни. Так как они размножаются только раз в год и только с одной самкой, большее производство сперматозоидов было бы пустой тратой энергии.

## Классификация
Семейство состоит из одного современного рода Aotus, включающего следующие виды:
- Азарская мирикина (Aotus azarae)
- Aotus brumbacki
- Aotus griseimembra
- Aotus jorgehernandezi
- Панамская мирикина (Aotus lemurinus)
- Перуанская мирикина (Aotus miconax)
- Западноамазонская мирикина (Aotus nancymai)
- Черноголовая мирикина (Aotus nigriceps)
- Обыкновенная мирикина (Aotus trivirgatus)
- Мирикина Спикса (Aotus vociferans)
- Aotus zonalis

К семейству могут относиться два вымерших рода:
- † Род Insulacebus Cooke et al., 2011
  - † Insulacebus toussaintiana Cooke et al., 2011
- † Род Xenothrix Williams & Koopman, 1952
  - † Xenothrix mcgregori Williams & Koopman, 1952